# Список университетов и колледжей Хэбэя
Ниже приведен список университетов и колледжей провинции Хэбэй (Китай).

## Обозначения
В статье используются следующие обозначения:
- Национальный: учебное заведение, управляемое одним из национальных министерств.
- Провинциальный: учебное заведение, управляемое властями провинции.
- Частный: частное учебное заведение.
- Независимый: независимое учебное заведение.
- Ω (национальные ключевые университеты[англ.]): университеты имеющие высокий уровень поддержки со стороны центрального правительства КНР.

## Университеты
| Название                                                | Китайское название       | Год  | Тип            | Город       | Ссылка                     | Примечания |
| ------------------------------------------------------- | ------------------------ | ---- | -------------- | ----------- | -------------------------- | --- |
| Хэбэйский университет                                   | 河北大学                 | 1921 | Провинциальный | Баодин      | http://www.hbu.edu.cn      | Участник (недоступная ссылка) проекта по развитию университетов Центрального и Западного Китая                 |
| Хэбэйский сельскохозяйственный университет              | 河北农业大学             | 1902 | Провинциальный | Баодин      | https://www.hebau.edu.cn/  | Участник (недоступная ссылка) проекта по развитию университетов Центрального и Западного Китая                 |
| Хэбэйский технологический университет                   | 河北工业大学             | 1903 | Провинциальный | Тяньцзинь   | https://www.hebut.edu.cn/  | Участник (недоступная ссылка) «Проекта 211» и проекта по развитию университетов Центрального и Западного Китая |
| Хэбэйский педагогический университет                    | 河北师范大学             | 1902 | Провинциальный | Шицзячжуан  | http://www.hebtu.edu.cn/   | Участник (недоступная ссылка) проекта по развитию университетов Центрального и Западного Китая                 |
| Хэбэйский медицинский университет                       | 河北医科大学             | 1894 | Провинциальный | Шицзячжуан  | http://www.hebmu.edu.cn/   | (недоступная ссылка)                                                                                           |
| Яншаньский университет                                  | 燕山大学                 | 1920 | Провинциальный | Циньхуандао | http://www.ysu.edu.cn/     | Участник (недоступная ссылка) проекта по развитию университетов Центрального и Западного Китая                 |
| Северо-Китайский научно-технологический университет     | 华北理工大学             | 1895 | Провинциальный | Таншань     | http://www.ncst.edu.cn/    | |
| Хэбэйский научно-технологический университет            | 河北科技大学             | 1941 | Провинциальный | Шицзячжуан  | http://www.hebust.edu.cn/  | (недоступная ссылка)                                                                                           |
| Хэбэйский университет экономики и бизнеса               | 河北经贸大学             | 1953 | Провинциальный | Шицзячжуан  | http://www.heuet.edu.cn/   | (недоступная ссылка)                                                                                           |
| Шицзячжуанский железнодорожный университет              | 石家庄铁道大学           | 1950 | Провинциальный | Шицзячжуан  | http://www.stdu.edu.cn/    | Участник (недоступная ссылка) проекта по развитию университетов Центрального и Западного Китая                 |
| Хэбэйский университет наук о Земле                      | 河北地质大学             | 1953 | Провинциальный | Шицзячжуан  | http://www.sjzue.edu.cn/   | (недоступная ссылка)                                                                                           |
| Хэбэйский инженерный университет                        | 河北工程大学             | 1952 | Провинциальный | Ханьдань    | http://www.hebeu.edu.cn/   | Участник (недоступная ссылка) проекта по развитию университетов Центрального и Западного Китая                 |
| Хэбэй Северный университет                              | 河北北方学院             | 1982 | Провинциальный | Чжанцзякоу  | http://www.hebeinu.edu.cn/ | |
| Чэндэский медицинский университет                       | 承德医学院               | 1945 | Провинциальный | Чэндэ       | http://www.cdmc.edu.cn/    | (недоступная ссылка)                                                                                           |
| Хэбэйский финансовый университет                        | 河北金融学院             | 1952 | Провинциальный | Баодин      | http://www.hbcf.edu.cn/    | |
| Баодинский университет                                  | 保定学院                 | 1904 | Провинциальный | Баодин      | http://www.bdu.edu.cn/     | (недоступная ссылка)                                                                                           |
| Северо-Китайский институт аэрокосмических технологий    | 北华航天工业学院         | 1978 | Провинциальный | Ланфан      | http://www.nciae.edu.cn/   | (недоступная ссылка)                                                                                           |
| Институт предотвращения стихийных бедствий              | 防灾科技学院             | 1975 | Национальный   | Ланфан      | http://www.cidp.edu.cn/    | (недоступная ссылка)                                                                                           |
| Северо-Китайский научно-технологический институт        | 华北科技学院             | 1984 | Национальный   | Ланфан      | http://www.ncist.edu.cn    | На (недоступная ссылка) базе института действует Китайский учебный центр технологий безопасности угольных шахт |
| Ланфанский педагогический университет                   | 廊坊师范学院             | 1956 | Провинциальный | Ланфан      | http://www.lfsfxy.edu.cn   | (недоступная ссылка)                                                                                           |
| Цанчжоуский педагогический университет                  | 沧州师范学院             | 1958 | Провинциальный | Цанчжоу     | http://www.caztc.edu.cn/   | (недоступная ссылка)                                                                                           |
| Хэбэйский институт водного хозяйства и энергетики       | 河北水利电力学院         | 1952 | Провинциальный | Цанчжоу     | http://www.hbwe.edu.cn/    | (недоступная ссылка)                                                                                           |
| Хэбэйский архитектурный университет                     | 河北建筑工程学院         | 1950 | Провинциальный | Чжанцзякоу  | http://www.hebiace.edu.cn/ | (недоступная ссылка)                                                                                           |
| Хэбэйский научно-технический педагогический университет | 河北科技师范学院         | 1941 | Провинциальный | Циньхуандао | http://www.hevttc.edu.cn/  | (недоступная ссылка)                                                                                           |
| Хэбэйский педагогический университет Миньцзу            | 河北民族师范学院         | 1907 | Провинциальный | Чэндэ       | http://www.hbun.edu.cn/    | (недоступная ссылка)                                                                                           |
| Хэбэйский спортивный университет                        | 河北体育学院             | 1984 | Провинциальный | Шицзячжуан  | http://www.hepec.edu.cn/   | |
| Шицзячжуанский университет                              | 石家庄学院               | 1956 | Провинциальный | Шицзячжуан  | http://www.sjzc.edu.cn/    | |
| Ханьданьский университет                                | 邯郸学院                 | 1905 | Провинциальный | Ханьдань    | http://www.hdc.edu.cn/     | |
| Хэншуйский университет                                  | 衡水学院                 | 1923 | Провинциальный | Хэншуй      | http://www.hsnc.edu.cn/    | (недоступная ссылка)                                                                                           |
| Синтайский университет                                  | 邢台学院                 | 1910 | Провинциальный | Синтай      | http://www.xttc.edu.cn/    | |
| Таншаньский педагогический университет                  | 唐山师范学院             | 1956 | Провинциальный | Таншань     | http://www.tstc.edu.cn/    | (недоступная ссылка)                                                                                           |
| Таншаньский университет                                 | 唐山学院                 | 1956 | Провинциальный | Таншань     | http://www.tsc.edu.cn/     | |
| Китайский университет народной милиции                  | 中国人民武装警察部队学院 | 1981 | Национальный   | Ланфан      | http://www.wjxy.edu.cn/    | (недоступная ссылка)Народная вооружённая милиция Китая                                                         |
| Центральный институт исправительной полиции             | 中央司法警官学院         | 1956 | Национальный   | Баодин      | http://www.cicp.edu.cn/    | (недоступная ссылка)                                                                                           |
| Хэбэйский университет традиционной китайской медицины   | 河北中医学院             | 1958 | Провинциальный | Шицзячжуан  | http://www.hebcm.edu.cn/   | |
| Чжанцзякоуский университет                              | 张家口学院               | 2013 | Провинциальный | Чжанцзякоу  | http://www.zjku.edu.cn/    | |
| Хэбэйский университет инженеров окружающей среды        | 河北环境工程学院         | 2016 | Провинциальный | Циньхуандао | http://www.emcc.cn/        | (недоступная ссылка)                                                                                           |
| Хэбэйский институт связи                                | 河北传媒学院             | 2000 | Частный        | Шицзячжуан  | http://www.hebic.cn/       | |
| Хэбэйский инженерно-технологический институт            | 河北工程技术学院         | 1997 | Частный        | Шицзячжуан  | http://www.hbfsh.com       | |
| Хэбэйская академия изобразительных искусств             | 河北美术学院             | 1986 | Частный        | Шицзячжуан  | http://www.hbafa.com/      | (недоступная ссылка)                                                                                           |
| Хэбэйский научно-технологический институт               | 河北科技学院             | 1991 | Частный        | Баодин      | http://www.hbkjxy.cn/      | (недоступная ссылка)                                                                                           |
| Хэбэйский университет иностранных языков                | 河北外国语学院           | 1998 | Частный        | Шицзячжуан  | http://www.hbwy.com.cn/    | (недоступная ссылка)                                                                                           |
| Хэбэйский Восточный университет                         | 河北东方学院             | 2009 | Частный        | Ланфан      | http://www.dfzy.edu.cn/    | |
| Яньцзинский технологический институт                    | 燕京理工学院             | 2004 | Частный        | Ланфан      | http://www.yitedu.com.cn/  | (недоступная ссылка)                                                                                           |

## Независимые колледжи[кит.]
| Название                               | Китайское название       | Год  | Тип            | Город       | Ссылка                          | Примечания |
| -------------------------------------- | ------------------------ | ---- | -------------- | ----------- | ------------------------------- | --- |
| Промышленно-коммерческий колледж       | 河北大学工商学院         | 2001 | Провинциальный | Шицзячжуан  | http://szxy.hicc.cn/            | Хэбэйский (недоступная ссылка) университет                                                                                   |
| Колледж лёгкой промышленности          | 华北理工大学轻工学院     | 2001 | Провинциальный | Таншань     | http://www.qgxy.cn/             | Северо-Китайский научно-технологический университет                                                                          |
| Политехнический колледж                | 河北科技大学理工学院     | 2001 | Провинциальный | Шицзячжуан  | http://hbklg.hebust.edu.cn/     | Хэбэйский (недоступная ссылка) технологический университет                                                                   |
| Колледж Хуэйхуа                        | 河北师范大学汇华学院     | 2001 | Провинциальный | Шицзячжуан  | http://huihua.hebtu.edu.cn/     | Хэбэйский (недоступная ссылка) педагогический университет                                                                    |
| Колледж экономики и управления         | 河北经贸大学经济管理学院 | 2001 | Провинциальный | Шицзячжуан  | http://jgxy.heuet.edu.cn/       | Хэбэйский (недоступная ссылка) университет экономики и бизнеса                                                               |
| Клинический колледж                    | 河北医科大学临床学院     | 2001 | Провинциальный | Шицзячжуан  | http://lcxy.hebmu.edu.cn/       | Хэбэйский (недоступная ссылка) медицинский университет                                                                       |
| Научно-технологический колледж         | 华北电力大学科技学院     | 2002 | Провинциальный | Баодин      | http://www.hdky.edu.cn/         | Северо-Китайский энергетический университет (недоступная ссылка) при участии Государственной электросетевой корпорации Китая |
| Кэсинь-колледж                         | 河北工程大学科信学院     | 2001 | Провинциальный | Ханьдань    | http://kexin.hebeu.edu.cn/      | Хэбэйский (недоступная ссылка) инженерный университет                                                                        |
| Городской колледж                      | 河北工业大学城市学院     | 2001 | Провинциальный | Ланфан      | http://cc.hebut.edu.cn          | Хэбэйский (недоступная ссылка) технологический университет                                                                   |
| Лижэнь-колледж                         | 燕山大学里仁学院         | 2001 | Провинциальный | Циньхуандао | http://stc.ysu.edu.cn           | Яншаньский (недоступная ссылка) университет                                                                                  |
| Сыфан-колледж                          | 石家庄铁道大学四方学院   | 2001 | Провинциальный | Шицзячжуан  | http://www.stdusfc.cn/          | Шицзячжуанский (недоступная ссылка) железнодорожный университет                                                              |
| Хуасинь-колледж                        | 河北地质大学华信学院     | 2001 | Провинциальный | Шицзячжуан  | http://www.sjzuehx.cn/          | Хэбэйский (недоступная ссылка) университет наук о Земле                                                                      |
| Колледж современной науки и технологии | 河北农业大学现代科技学院 | 2001 | Провинциальный | Баодин      | http://www.xianke.hebau.edu.cn/ | Хэбэйский сельскохозяйственный университет                                                                                   |
| Цзитан-колледж                         | 华北理工大学冀唐学院     | 2001 | Провинциальный | Таншань     | http://jtxy.ncst.edu.cn         | Северо-Китайский технологический университет                                                                                 |
| Чанчэн-колледж                         | 中国地质大学长城学院     | 2005 | Провинциальный | Баодин      | http://www.cuggw.com            | Китайский университет наук о Земле (Пекин) (недоступная ссылка)                                                              |
| Дунфан-колледж                         | 北京中医药大学东方学院   | 2005 | Провинциальный | Ланфан      | http://www.bucmdf.edu.cn/       | Пекинский (недоступная ссылка) университет традиционной китайской медицины                                                   |
| Хайбинь-колледж                        | 北京交通大学海滨学院     | 2008 | Провинциальный | Цанчжоу     | http://www.bjtuhbxy.cn          | Пекинский университет транспорта                                                                                             |

## Колледжи
| Название                                                               | Китайское название         | Год  | Тип            | Город                      | Ссылка                        | Примечания |
| ---------------------------------------------------------------------- | -------------------------- | ---- | -------------- | -------------------------- | ----------------------------- | --- |
| Хэбэйский промышленно-технологический колледж                          | 河北工业职业技术学院       | 1958 | Провинциальный | Шицзячжуан                 | http://www.hbcit.edu.cn/      | НМВПК (недоступная ссылка) |
| Ханьданьский политехнический колледж                                   | 邯郸职业技术学院           | 1983 | Провинциальный | Ханьдань                   | http://www.hd-u.com/          | (недоступная ссылка) |
| Шицзячжуанский профессиональный технологический институт               | 石家庄职业技术学院         | 1984 | Провинциальный | Шицзячжуан                 | http://www.sjzpt.edu.cn/      | |
| Чжанцзякоуский профессионально-технический колледж                     | 张家口职业技术学院         | 1984 | Провинциальный | Чжанцзякоу                 | http://www.zhz.cn/            | (недоступная ссылка) |
| Чэндэский нефтяной колледж                                             | 承德石油高等专科学校       | 1903 | Провинциальный | Чэндэ                      | http://www.cdpc.edu.cn/       | НМВПК |
| Синтайский политехнический колледж                                     | 邢台职业技术学院           | 1979 | Провинциальный | Синтай                     | http://www.xpc.edu.cn/        | НМВПК |
| Хэбэйский профессионально-технический колледж                          | 河北软件职业技术学院       | 1972 | Провинциальный | Баодин                     | https://www.hbsi.edu.cn/      | Другое (недоступная ссылка) название: Хэбэйский институт программирования |
| Хэбэйский нефтяной технический колледж                                 | 河北石油职业技术学院       | 1978 | Провинциальный | Ланфан                     | http://www.pvtc.edu.cn/       | Народное правительство провинции Хэбэй при участии Китайского нефтегазопроводного бюро и Китайской национальной нефтегазовой корпорации. Другое название: Китайский нефтяной трубопроводный колледж |
| Хэбэйский профессионально-технический колледж строительных материалов  | 河北建材职业技术学院       | 1978 | Провинциальный | Циньхуандао                | http://www.hbjcxy.com/        | |
| Хэбэйский политико-правовой колледж                                    | 河北政法职业学院           | 1949 | Провинциальный | Шицзячжуан                 | http://www.helc.edu.cn/       | |
| Цанчжоуский технический колледж                                        | 沧州职业技术学院           | 1958 | Провинциальный | Цанчжоу                    | http://www.czvtc.cn/          | (недоступная ссылка) |
| Хэбэйский энергетический профессионально-технологический колледж       | 河北能源职业技术学院       | 1881 | Провинциальный | Таншань                    | http://www.hbnyxy.cn/         | НМВПК. При участии государственной угледобывающей Kailuan Group |
| Шицзячжуанский железнодорожный технологический институт                | 石家庄铁路职业技术学院     | 1950 | Провинциальный | Шицзячжуан                 | http://www.sirt.edu.cn/       | (недоступная ссылка) |
| Баодинское профессионально-технический колледж                         | 保定职业技术学院           | 1935 | Провинциальный | Баодин                     | http://www.bvtc.com.cn/       | (недоступная ссылка) |
| Циньхуандаоский технологический институт                               | 秦皇岛职业技术学院         | 1951 | Провинциальный | Циньхуандао                | http://www.qhdvtc.com/        | (недоступная ссылка) |
| Шицзячжуанский инженерный колледж                                      | 石家庄工程职业学院         | 1996 | Частный        | Шицзячжуан                 | http://www.sjzevc.com/        | (недоступная ссылка) |
| Шицзячжуанский городской экономический профессиональный колледж        | 石家庄城市经济职业学院     | 2001 | Частный        | Шицзячжуан                 | http://sjzcsjjxy.com/         | (недоступная ссылка) |
| Таншаньский профессионально-технический колледж                        | 唐山职业技术学院           | 2001 | Провинциальный | Таншань                    | http://www.tsvtc.com/         | |
| Хэншуйский профессионально-технический колледж                         | 衡水职业技术学院           | 1923 | Провинциальный | Хэншуй                     | http://www.hsvtc.cn/          | |
| Таншаньский политехнический колледж                                    | 唐山工业职业技术学院       | 2001 | Провинциальный | Таншань                    | http://www.tsgzy.edu.cn/      | Другое название: Таншаньский механический колледж провинции Хэбэй |
| Синтайский медицинский колледж                                         | 邢台医学高等专科学校       | 1964 | Провинциальный | Синтай                     | http://www.xtmc.net/          | (недоступная ссылка) |
| Хэбэйский профессиональный колледж искусств                            | 河北省艺术职业学院         | 1955 | Провинциальный | Шицзячжуан                 | http://www.hebart.com/        | (недоступная ссылка) |
| Хэбэйский профессиональный колледж туризма                             | 河北旅游职业学院           | 1950 | Провинциальный | Чэндэ                      | http://www.cdtvc.com/         | (недоступная ссылка) |
| Шицзячжуанский финансово-экономический профессиональный колледж        | 石家庄财经职业学院         | 1999 | Частный        | Шицзячжуан                 | http://www.hebcj.cn/          | (недоступная ссылка) |
| Хэбэйский профессионально-технический колледж коммуникаций             | 河北交通职业技术学院       | 1956 | Провинциальный | Шицзячжуан                 | http://www.trzy.edu.cn/       | При (недоступная ссылка) участии Министерства коммуникаций КНР |
| Хэбэйский химико-фармацевтический колледж                              | 河北化工医药职业技术学院   | 1909 | Провинциальный | Шицзячжуан                 | http://www.hebcpc.cn/         | (недоступная ссылка) |
| Шицзячжуанский колледж программной инженерии                           | 石家庄信息工程职业学院     | 2002 | Провинциальный | Шицзячжуан                 | http://www.sjziei.com/        | (недоступная ссылка) |
| Хэбэйский институт международного бизнеса и экономики                  | 河北对外经贸职业学院       | 1906 | Провинциальный | Циньхуандао                | http://www.hbiibe.edu.cn/     | |
| Баодинский профессионально-технический колледж электроэнергетики       | 保定电力职业技术学院       | 1957 | Провинциальный | Баодин                     | http://www.bddy.cn/           | (недоступная ссылка) |
| Хэбэйский электромеханический профессионально-технический колледж      | 河北机电职业技术学院       | 1956 | Провинциальный | Синтай                     | http://www.hbjd.com.cn/       | (недоступная ссылка) |
| Бохайский нефтяной профессиональный колледж                            | 渤海石油职业学院           | 1976 | Провинциальный | Район месторождения Хуабэй | http://www.bhsyxy.com/        | |
| Ланфанский политехнический институт                                    | 廊坊职业技术学院           | 1957 | Провинциальный | Ланфан                     | http://www.lfzhjxy.cn/        | (недоступная ссылка) |
| Таншаньский профессиональный научно-технологический колледж            | 唐山科技职业技术学院       | 1949 | Провинциальный | Таншань                    | http://www.tskjzy.cn/         | |
| Шицзячжуанский технический колледж почты и телекоммуникаций            | 石家庄邮电职业技术学院     | 1956 | Провинциальный | Шицзячжуан                 | http://www.sjzpc.edu.cn/      | (недоступная ссылка) |
| Хэбэйский профессиональный колледж общественной безопасности и полиции | 河北公安警察职业学院       | 1978 | Провинциальный | Шицзячжуан                 | http://www.hebsjy.com/        | Аффилирован (недоступная ссылка) с Департаментом общественной безопасности провинции Хэбэй |
| Шицзячжуанский промышленно-торговый профессиональный колледж           | 石家庄工商职业学院         | 1983 | Частный        | Шицзячжуан                 | http://www.sjzgsxy.com        | (недоступная ссылка) |
| Шицзячжуанский технологический институт                                | 石家庄理工职业学院         | 2003 | Частный        | Шицзячжуан                 | http://www.sjzlg.com/         | (недоступная ссылка) |
| Шицзячжуанский профессиональный колледж технологии и информатики       | 石家庄科技信息职业学院     | 1987 | Частный        | Шицзячжуан                 | http://www.hebkx.cn/index.php | (недоступная ссылка) |
| Хэбэйский профессиональный колледж исправительной полиции              | 河北司法警官职业学院       | 1956 | Провинциальный | Ханьдань                   | http://www.jjgxy.com.cn/      | (недоступная ссылка) |
| Цанчжоуский медицинский колледж                                        | 沧州医学高等专科学校       | 1958 | Провинциальный | Цанчжоу                    | http://www.czmc.cn/           | (недоступная ссылка) |
| Хэбэйский женский профессиональный колледж                             | 河北女子职业技术学院       | 1948 | Провинциальный | Шицзячжуан                 | http://www.hebnzxy.com/       | (недоступная ссылка) |
| Шицзячжуанский медицинский колледж                                     | 石家庄医学高等专科学校     | 1987 | Частный        | Шицзячжуан                 | http://www.sjzmc.cn/          | (недоступная ссылка) |
| Шицзячжуанский экономический профессиональный колледж                  | 石家庄经济职业学院         | 1999 | Частный        | Шицзячжуан                 | http://www.sjzjjxy.com/       | (недоступная ссылка) |
| Профессиональный колледж Цзичжун                                       | 冀中职业学院               | 1916 | Провинциальный | Баодин                     | http://www.jzhxy.com/         | (недоступная ссылка) |
| Шицзячжуанский народный медицинский колледж                            | 石家庄人民医学高等专科学校 | 1992 | Частный        | Шицзячжуан                 | http://www.sjzrmyz.com/       | |
| Шицзячжуанский научно-технический инженерный колледж                   | 石家庄科技工程职业学院     | 1924 | Провинциальный | Шицзячжуан                 | http://www.sjzkg.edu.cn/      | (недоступная ссылка) |
| Хэбэйский профессиональный колледж трудовых отношений                  | 河北劳动关系职业学院       | 1951 | Провинциальный | Шицзячжуан                 | http://www.hbgy.edu.cn/       | При участии Хэбэйской федерации профсоюзов |
| Шицзячжуанский научно-технологический профессиональный колледж         | 石家庄科技职业学院         | 1987 | Частный        | Шицзячжуан                 | http://www.sjzkjxy.net/       | (недоступная ссылка) |
| Профессиональный колледж Ботоу                                         | 泊头职业学院               | 1925 | Провинциальный | Цанчжоу                    | http://www.btzyxy.com.cn/     | (недоступная ссылка) |
| Научно-технологический профессиональный колледж Сюаньхуа               | 宣化科技职业学院           | 2007 | Провинциальный | Чжанцзякоу                 | http://www.xhkjzyxy.cn/       | (недоступная ссылка) |
| Ланфанский технический профессиональный колледж Яньцзин                | 廊坊燕京职业技术学院       | 2010 | Провинциальный | Ланфан                     | http://www.lfyjzjxy.com/      | (недоступная ссылка) |
| Чэндэский профессиональный колледж медсестёр                           | 承德护理职业学院           | 1972 | Провинциальный | Чэндэ                      | http://www.cdwx.cn/           | (недоступная ссылка) |
| Шицзячжуанский дошкольный педагогический колледж                       | 石家庄幼儿师范高等专科学校 | 1947 | Провинциальный | Шицзячжуан                 | http://www.sjzysgz.com/       | (недоступная ссылка) |
| Ланфанский медицинский колледж                                         | 廊坊卫生职业学院           | 1961 | Провинциальный | Ланфан                     | http://www.lfwx.net/          | |
| Хэбэйский профессионально колледж железнодорожного транспорта          | 河北轨道运输职业技术学院   | 1949 | Провинциальный | Шицзячжуан                 | http://www.hbgdys.cn/         | (недоступная ссылка) |
| Баодинский дошкольный педагогический колледж                           | 保定幼儿师范高等专科学校   | 1984 | Провинциальный | Баодин                     | http://www.bdysgz.com/        | (недоступная ссылка) |
| Хэбэйский институт искусств и ремёсел                                  | 河北工艺美术职业学院       | 1964 | Провинциальный | Баодин                     | http://www.1964.cn/           | Другое название: Хэбэйская академия искусств и дизайна |
| Бохайский политехнический профессиональный колледж                     | 渤海理工职业学院           | 2013 | Частный        | Хуанхуа                    | http://www.bhlgxy.com/        | |
| Таншаньский дошкольный педагогический колледж                          | 唐山幼儿师范高等专科学校   | 1910 | Провинциальный | Таншань                    | http://www.tsyzh.com/         | (недоступная ссылка) |
| Технологический колледж Цаофэйдянь                                     | 曹妃甸职业技术学院         | 2016 | Частный        | Таншань                    | http://www.cct.edu.cn/        | Аффилирован (недоступная ссылка) с Пекинским международным центром профессионального образования Цаофэйдянь                                                                                         |

## Военные учебные заведения
- Шицзячжуанская лётная академия[кит.] Воздушных сил НОАК (кит. 中国人民解放军空军石家庄飞行学院). Шицзячжуан. Является основным заведением по подготовке командного звена ВВС Центральной зоны военных действий Народно-освободительной армии Китая. Создана в декабре 1952 года после перевода в Шицзячжуан 4-й авиашколы НОАК.